# جوشوا غيلافوغي
جوشوا غيلافوغي (بالفرنسية: Josuha Guilavogui) هو لاعب كرة قدم فرنسي بمركز الوسط المدافع ولد في يوم 19 سبتمبر 1990 في بلدة أويوليس في فرنسا وهو يلعب حاليا مع نادي سانت إتيان معارا من نادي أتلتيكو مدريد في إسبانيا كما سبق له اللعب مع نادي طولون، كما أنه يلعب مع منتخب فرنسا لكرة القدم منذ سنة 2013، ويبلغ طوله 187 سم.

## روابط خارجية
- جوشوا غيلافوغي على موقع الاتحاد الدولي (مؤرشف)  (الإنجليزية)
- جوشوا غيلافوغي على موقع الاتحاد الأوربي (الإنجليزية)
- جوشوا غيلافوغي على موقع رابطة كرة القدم الفرنسية للمحترفين (الإنجليزية)
- جوشوا غيلافوغي على موقع قاعدة بيانات كرة القدم.إي يو (الإنجليزية)
- جوشوا غيلافوغي على موقع ليكيب (الفرنسية)
- جوشوا غيلافوغي على موقع ناشيونال فوتبول تيمز (الإنجليزية)
- جوشوا غيلافوغي على موقع Soccerbase.com (لاعب) (الإنجليزية)
- جوشوا غيلافوغي على موقع Soccerway.com (الإنجليزية)
- جوشوا غيلافوغي على موقع عالم كرة القدم.نت (الإنجليزية)
- جوشوا غيلافوغي على موقع كووورة